# 美國駐大阪及神戶總領事館
美國駐大阪及神戶總領事館（日语：／），通稱美國駐大阪總領事館，是美國派驻在日本大阪府大阪市的總領事館。因為以前設在兵庫縣神戶市，所以總領事館的名稱仍保留「神戶」一詞。
幕府末期的1867年作為駐神戶美國領事館在神戶開設。由於第二次世界大戰中日美兩國進入戰爭狀態，神戶的領事館被關閉，但在日本回歸國際社會後的1953年再次開放。1961年，神戶的領事館升格為駐神戶美國總領事館。1987年神戶總領事館遷往大阪，作為駐大阪及神戶美國總領事館開始運營。
總領事館的文宣負責部門有關西美國中心（英語：Kansai American Center，KAC）。